# نيكوليت شريدان
نيكوليت شريدان Nicollette Sheridan ممثلة أمريكية نشأت في بريطانيا من مواليد 21 نوفمبر 1963. قد ظهرت في العديد من الأفلام والمسلسلات التلفزيونية. من أهم أدوارها إيدي بريت في مسلسل ربات بيوت يائسات.

## روابط خارجية
- نيكوليت شريدان على موقع IMDb (الإنجليزية)
- نيكوليت شريدان على موقع ميتاكريتيك (الإنجليزية)
- نيكوليت شريدان على موقع روتن توميتوز (الإنجليزية)
- نيكوليت شريدان على موقع قاعدة بيانات الأفلام العربية
- نيكوليت شريدان على موقع ألو سيني (الفرنسية)
- نيكوليت شريدان على موقع ميوزك برينز (الإنجليزية)
- نيكوليت شريدان على موقع أول موفي (الإنجليزية)
- نيكوليت شريدان على موقع قاعدة بيانات الأفلام السويدية (السويدية)
- نيكوليت شريدان على موقع إن إن دي بي (الإنجليزية)
- نيكوليت شريدان على موقع ديسكوغز (الإنجليزية)